# スペースX CRS-16
SpX-16としても知られるスペースX CRS-16は、2018年12月5日に打ち上げられた国際宇宙ステーションへの商業補給サービスミッションで、ファルコン9ロケットに塔された。このミッションはNASAとの契約に基づきスペースXが運用した。
このCRSミッションはファルコン9ブロック5を使用した初めての打ち上げだった。本ミッションでは全球的生態系動向調査ライダーと、ロボット燃料補給ミッション3（RRM3）実験機材が外部ペイロードとして運ばれた。

## ミッションの概要
2016年2月、NASAはスペースXとCRS-16からCRS-20までの5回の追加のCRSミッションの契約延長を行ったことを認めた。2016年6月、NASAの監察官報告書では、このミッションは2018年8月に予定されていたがその後、飛行は2018年の11月29日、12月4日へと遅延し、最終的に2018年12月5日になった。
第1段ブースターB1050.1は、再突入時にグリッドフィンの液圧ポンプが停止した。このため、第1段は再突入燃焼後にロール状態となった。LZ-1には到着できなかったが、ケープ・カナベラル沖に着水することができた。着水のすぐあとに、スペースXのCEO、イーロン・マスクはブースターは無傷であり、回収中であると声明した。ブースターの回収後、再飛行するには損傷が大きすぎることが判明し、パーツ取りのスクラップに回された。
2019年1月13日、ドラゴンは23:33 UTCにリリースされて軌道を離脱し、およそ5時間後の2019年1月14日 05:10 UTCに太平洋に着水し、2,500 kg (5,500 lb)を超える貨物を地球に持ち帰った。

## 貨物
NASAはスペースXとCRS-16ミッションの契約を結んでおり、これに従って主要貨物、打ち上げ日時、ドラゴン宇宙カプセルの軌道パラメーターを決定した。CRS-16は総計2,573キログラム (5,672 lb)の物資を軌道上へと輸送した。これにはステーション向けに梱包された与圧貨物1,598 kg (3,523 lb)と、2つのステーション船外実験（全球的生態系動向調査ライダーと、ロボット燃料補給ミッション3（RRM3）からなる非与圧貨物975 kg (2,150 lb)が含まれていた。齧歯類研究8（RR-8）と呼ばれる実験として40匹のマウスも飛行した。
CRS-16ミッションでは、当初はシグナス NG-10国際宇宙ステーション（ISS）貨物補給ミッションに搭載される予定だったが、ミッションが延期された2機のキューブサットも輸送した。これは南インディアナ大学のUNITEキューブサットと、NASAのエイムズ研究センターのTechEdSat-8キューブサットである。
ISSへの貨物の詳細は以下の通り：
- 科学研究：1,037 kg (2,286 lb)
  - 齧歯類研究8（英語版）（RR-8）[18]
  - 分子筋肉実験（MME）[19]
  - 中性子結晶構造解析のための大型完全タンパク質結晶の成長（Perfect Crystals）[20]
- 乗組員補給物資：304 kg (670 lb)
- 宇宙船ハードウェア：191 kg (421 lb)
- 船外活動装備：15 kg (33 lb)
- コンピューター資材：40 kg (88 lb)
- ロシアのハードウェア：11 kg (24 lb)
- 外部貨物：
  - 全球的生態系動向調査（英語版）： ≈500 kg (1,100 lb)[21]
  - ロボット燃料補給ミッション3（RRM3）

## ギャラリー
SpaceX CRS-16
- CRS-16の打ち上げ
- ISSに接近するドラゴン
- ISS近傍でのドラゴン